# Supercoupe d'Italie de basket-ball
La Supercoupe (en italien : Supercoppa) est une compétition italienne de basket-ball qui réunit chaque année le vainqueur du Championnat d'Italie à celui de la Coupe d'Italie. Cette compétition existe depuis 1995.

## Palmarès

### Masculin
- 1995 : Buckler Beer Bologne
- 1996 : Mash Jeans Verone
- 1997 : Benetton Trévise
- 1998 : Teamsystem Bologne
- 1999 : Varese Roosters
- 2000 : ADR Rome
- 2001 : Benetton Trévise
- 2002 : Benetton Trévise
- 2003 : Oregon Scientific Cantù
- 2004 : Montepaschi Siena
- 2005 : Climamio Bologne
- 2006 : Benetton Trévise
- 2007 : Mens Sana Basket
- 2008 : Mens Sana Basket
- 2009 : Mens Sana Basket
- 2010 : Mens Sana Basket
- 2011 : Mens Sana Basket
- 2012 : Pallacanestro Cantù
- 2013 : révoqué
- 2014 : Dinamo Basket Sassari
- 2015 : Pallacanestro Reggiana
- 2016 : Olimpia Milano
- 2017 : Olimpia Milano
- 2018 : Olimpia Milano
- 2019 : Dinamo Basket Sassari
- 2020 : Olimpia Milano
- 2021 : Virtus Bologne
- 2022 : Virtus Bologne
- 2023 : Virtus Bologne

### Féminin
- 1996 : Pool Comense
- 1997 : Cariparma Parma
- 1998 : Pool Comense
- 1999 : Pool Comense
- 2000 : Pool Comense
- 2001 : Pool Comense
- 2002 : Meverin Parma
- 2003 : Levoni Taranto
- 2004 : Pool Comense
- 2005 : Famila Schio
- 2006 : Famila Schio
- 2007 : Phard Napoli
- 2008 : Umana Venezia
- 2009 : Taranto Cras Basket
- 2010 : Taranto Cras Basket
- 2011 : Famila Schio
- 2012 : Famila Schio
- 2013 : Famila Schio
- 2014 : Famila Schio
- 2015 : Famila Schio
- 2016 : Famila Schio
- 2017 : Famila Schio
- 2018 : Famila Schio
- 2019 : Famila Schio
- 2020 : Umana Venezia
- 2021 : Famila Schio
- 2022 : Famila Schio